# リチャード・ラムリー (初代スカーバラ伯)

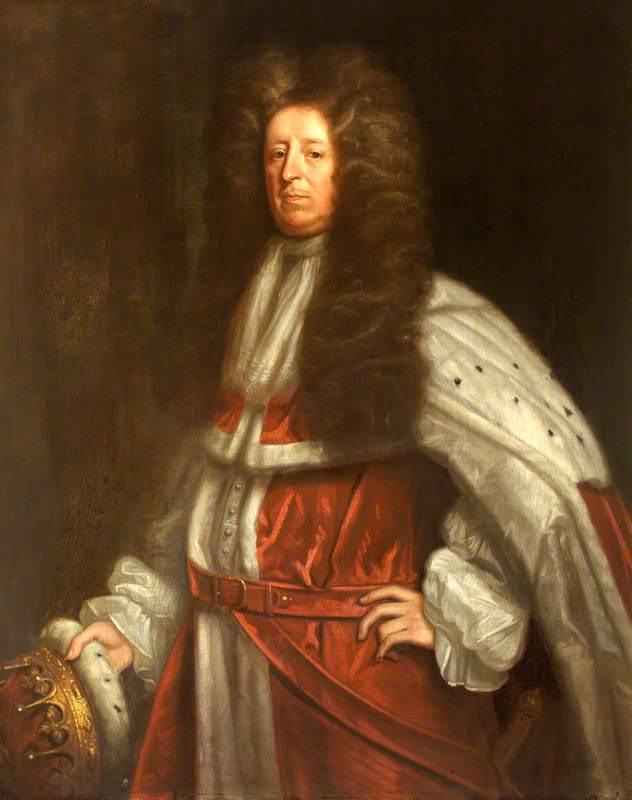
初代スカーバラ伯リチャード・ラムリー

初代スカーバラ伯爵リチャード・ラムリー（Richard Lumley, 1st Earl of Scarbrough, PC, 1650年 - 1721年12月17日）は、イギリスの貴族・軍人。ラムリー子爵リチャード・ラムリーの息子ジョン・ラムリーの長男で同じく軍人のヘンリー・ラムリーは弟。

## 生涯
1658年に父が急死、5年後の1663年に祖父が亡くなりアイルランド貴族のラムリー子爵を継承した。当初カトリックとして育てられたが、1685年にプロテスタントに転向して上院議員となった。
1679年、イングランド王チャールズ2世の弟のヨーク公ジェームズ（後のジェームズ2世）がスコットランドへ向かうと同行、翌1680年にモロッコのタンジールに遠征、同年に王妃キャサリン付きの騎兵連隊隊長に就任、1681年にチャールズ2世からイングランド貴族としてのラムリー男爵を叙爵され、1684年に財務官に任命された。翌1685年にチャールズ2世が亡くなりジェームズ2世が即位、チャールズ2世の庶子モンマス公爵ジェームズ・スコットが反乱を起こすと鎮圧に向かい、姿をくらましたモンマスを捕縛（モンマスの反乱）、恩賞として王太后キャサリン付きの騎兵第9連隊隊長にされた。しかし、ジェームズ2世のカトリック寛容政策に同調しなかったため1687年に罷免された。
1688年6月、シュルーズベリー伯チャールズ・タルボット、デヴォンシャー伯ウィリアム・キャヴェンディッシュ、ダンビー伯トマス・オズボーン、ロンドン主教ヘンリー・コンプトン、エドワード・ラッセル、ヘンリー・シドニーとの連名でオランダ総督ウィレム3世（後のウィリアム3世）に招聘状を書いて送り、12月にイングランド北部のニューカッスル・アポン・タインを確保、翌1689年にウィリアム3世・メアリー2世夫妻が即位して名誉革命が実現すると恩賞として枢密院議員、寝室係侍従、近衛騎兵第1中隊隊長に任じられラムリー子爵を与えられ、1690年にスカーバラ伯爵に叙爵された。
大同盟戦争・ウィリアマイト戦争でウィリアム3世に従軍してボイン川の戦いとスペイン領ネーデルラント戦線に参戦、1697年にレイスウェイク条約が結ばれると引退して1699年に近衛騎兵第1中隊隊長も辞職、1716年に任命されたランカスター公領大臣も1717年に辞任、以後はダラムのラムリー城の拡張に努めた。1721年に死去、長男のヘンリーに先立たれたため次男のリチャードが爵位を継いだ。

## 子女
ヘンリー・ジョーンズの娘フランシスと結婚、6人の子を儲けた。
1. ヘンリー（1685年 - 1710年）
2. リチャード（1686年 - 1740年）
3. メアリー（1690年 - 1726年） - ハリファックス伯ジョージ・モンタギューと結婚
4. ウィリアム（? - 1709年）
5. トマス（1691年 - 1752年）
6. アン（? - 1740年）

## 関連図書
- Archbold, William Arthur Jobson (1893). "Lumley, Richard" . In Lee, Sidney (ed.). Dictionary of National Biography (英語). Vol. 34. London: Smith, Elder & Co. pp. 275–276.

| 名誉職                    | 名誉職                                       | 名誉職                      |
| ------------------------- | -------------------------------------------- | --------------------------- |
| 先代 ニューカッスル公     | ノーサンバーランド州統監 1689年 - 1721年     | 次代 スカーバラ伯           |
| 先代 ニューカッスル公     | ノーサンバーランド州治安判事 1689年 - 1721年 | 次代 スカーバラ伯           |
| 先代 マルグレイヴ伯       | ノーサンバーランド州海軍中将 1689年 - 1702年 | 次代 マーク・シャフト       |
| 先代 マルグレイヴ伯       | ダラム海軍中将 1689年 - 1702年               | 次代 クルー男爵             |
| 先代 クルー男爵           | ダラム統監 1690年 - 1712年                   | 次代 クルー男爵             |
| 先代 クルー男爵           | ダラム海軍中将 1710年                        | 次代 ラムリー子爵           |
| 先代 クルー男爵           | ダラム統監 1715年 - 1721年                   | 次代 ウィリアム・タルボット |
| 公職                      |                                              |                             |
| 先代 アイレスフォード伯   | ランカスター公領大臣 1716年 - 1717年         | 次代 ニコラス・リッチメア   |
| イングランドの爵位        |                                              |                             |
| 先代 新設                 | スカーバラ伯爵 1690年 - 1721年               | 次代 リチャード・ラムリー   |
| アイルランドの爵位        |                                              |                             |
| 先代 リチャード・ラムリー | ラムリー子爵 1663年 - 1721年                 | 次代 リチャード・ラムリー   |